# Gazpachuelo

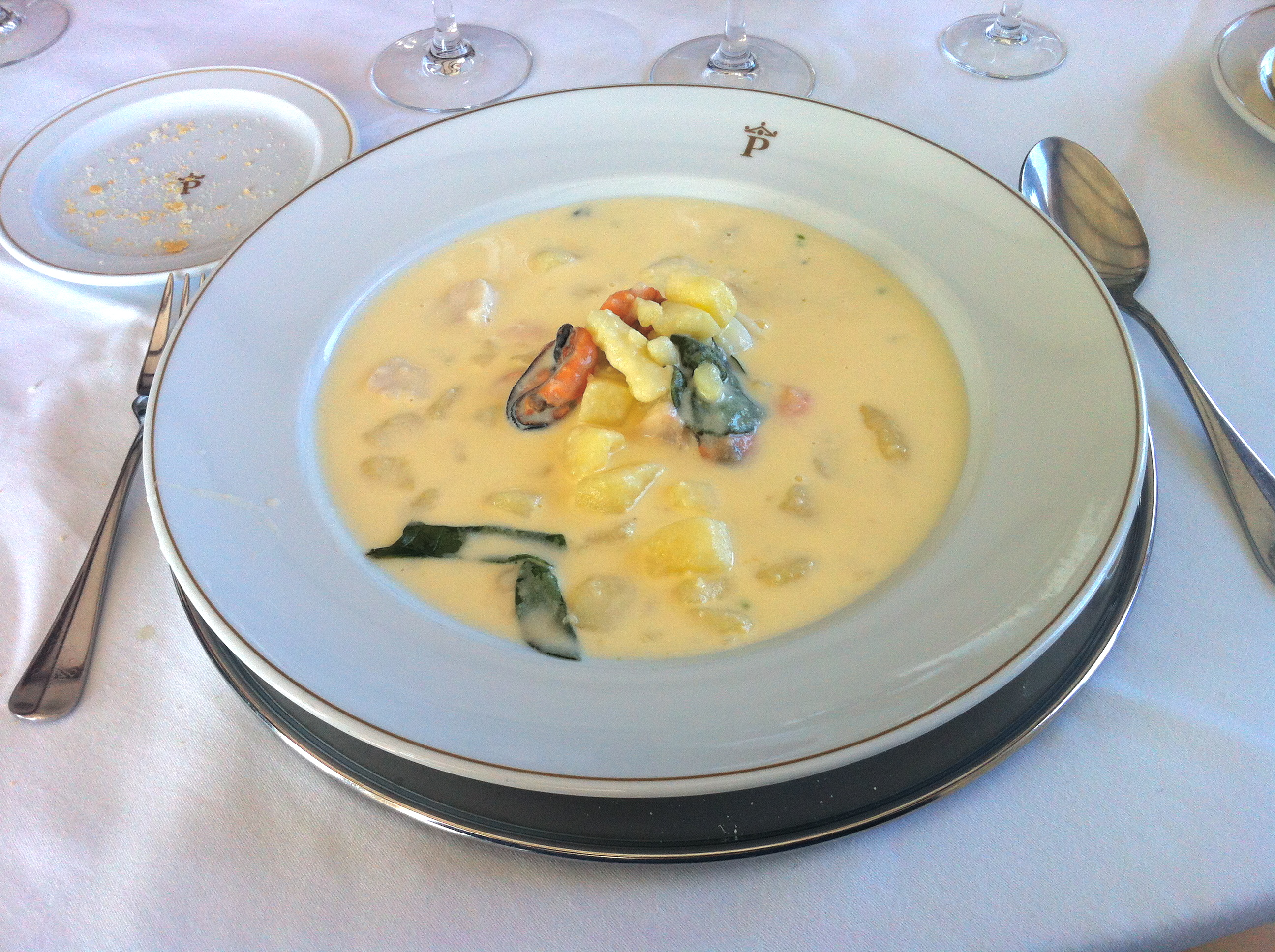
Gazpachuelo.

El gazpachuelo es una sopa caliente originaria de Málaga y típica de pescadores, consistente en un caldo de pescado y mahonesa a base de yema de huevo y aceite de oliva, cuando la mahonesa se hacía a mano y actualmente se la añade también la clara. Se acompañaba de la clara del huevo duro cortado en pequeños taquitos, gambas, así como de patatas cocidas o arroz y en algunos pueblos de rebanaditas de pan tostado. 
Aunque se toma caliente, debe su nombre a que contiene tres de los cuatro ingredientes básicos del gazpacho: pan, aceite y agua.

## Características
Se trata de una sopa caliente con huevos, batida la yema y cuajada la clara, y que se adereza con vinagre o limón. Se pone a hervir las patatas sólo con agua y sal. Mientras que se elabora una mahonesa con la yema del huevo y aceite (con mucho cuidado para que la mahonesa no se corte). La clara del huevo se añade a las patatas para que se cuaje. Cuando las patatas hayan hervido, se va añadiendo de la olla, agua a la mahonesa para disolverla en el caldo (también con precaución para que la mahonesa no se corte). Una vez disuelta la mahonesa en el caldo, se mezcla todo en la olla y se le echa un chorrito de zumo de limón. Se come con cuchara y pan mojado en el caldo.
Otras variantes que se pueden cocinar es  hervir las patatas con almejas, gambas peladas o chanquetes.